# Forget What You Know
Forget What You Know è il terzo e ultimo album in studio del gruppo musicale statunitense Midtown, pubblicato nel 2004.

## Tracce
1. Armageddon – 0:45
2. To Our Savior – 2:47
3. Give It Up – 3:39
4. Is It Me? Is It True? – 3:08
5. God Is Dead – 1:04
6. Whole New World – 3:38
7. Empty Like the Ocean – 4:27
8. Nothing Is Ever What It Seems – 3:37
9. The Tragedy of the Human Condition – 1:09
10. Waiting for the News – 2:59
11. Until It Kills – 3:51
12. Hey Baby, Don't You Know That We're All Whores – 2:37
13. Help Me Sleep – 3:04
14. Manhattan – 2:39
15. So Long as We Keep Our Bodies Numb We're Safe – 13:13